# Belgische Karate Vereniging
De Belgische Karate Vereniging (BKV), in het Frans Association Belge de Karaté (ABK), is een voormalige Belgische sportbond voor karate.

## Geschiedenis
De eerste Belgische kareteka's verenigden zich in de Belgische Judo Bond (BJB). Omstreeks december 1967 werd in de schoot van deze organisatie de Belgische Karate Associatie (BKA) opgericht, hoofdinstructeur werd sensei Satoshi Miyazaki. In 1969 komt het tot een breuk tussen de BKA enerzijds en Miyazaki anderzijds, aanleiding is een weigering van de BKA om deel te nemen aan de kampioenschappen van de European Amateur Karate Federation (EAKF). Deze weigering kwam er – aldus de BKA – omdat de European Karate Federation (EKF) haar aangesloten sportfederaties verbood om deel te nemen aan internationale karate manifestaties die niet door haar werden ingericht. Doordat Miyazaki zich hiermee niet akkoord kon verklaren stichtte hij op november 1969 de Belgische Karate Vereniging (BKV). 
Naar aanleiding van de regionalisering van het sporttoelagesysteem, waarbij deze onder de bevoegdheid van de gemeenschappen viel (resp. BLOSO en ADEPS), werd de BKV in 1978 opgesplitst in enerzijds de Union Francophone de Karaté (UFK) en anderzijds de Vlaamse Karate Vereniging (VKV). In 1984 verenigden de VKV zich met de Vlaamse Karate Associatie (VKA), wat leidde tot de oprichting van de Vlaamse Karate Federatie (VKF). Na een schisma in 1991 binnen de Association Francophone de Karaté et Arts Martiaux Affinitaires (AFKAMA), ontstond de Ligue Francophone de Karaté (LFK). Vervolgens vond een zelfde tendens aldaar plaats waarbij de LKF en de UFK zich (onder druk van de overheid) in de Fédération Francophone de Karaté (FFK) verenigden. Vervolgens richtte de FFK en de VKF de Belgische Karate Federatie (BKF) op, hieropvolgend werd de BKV ontbonden.